# Priedportowaja (stacja kolejowa)
Priedportowaja (ros. Предпортовая) – towarowa stacja kolejowa i przystanek kolejowy w miejscowości Petersburg, w Rosji. Stacja położona jest na południowym półpierścieniu Petersburga, łączącym linie dochodzące do miasta od południa z portem morskim Petersburg. Przystanek natomiast leży na linii z Dworca Bałtyckiego do Pskowa.
Na stacji siedzibę ma Centrum Metrologii Kolei Październikowej.

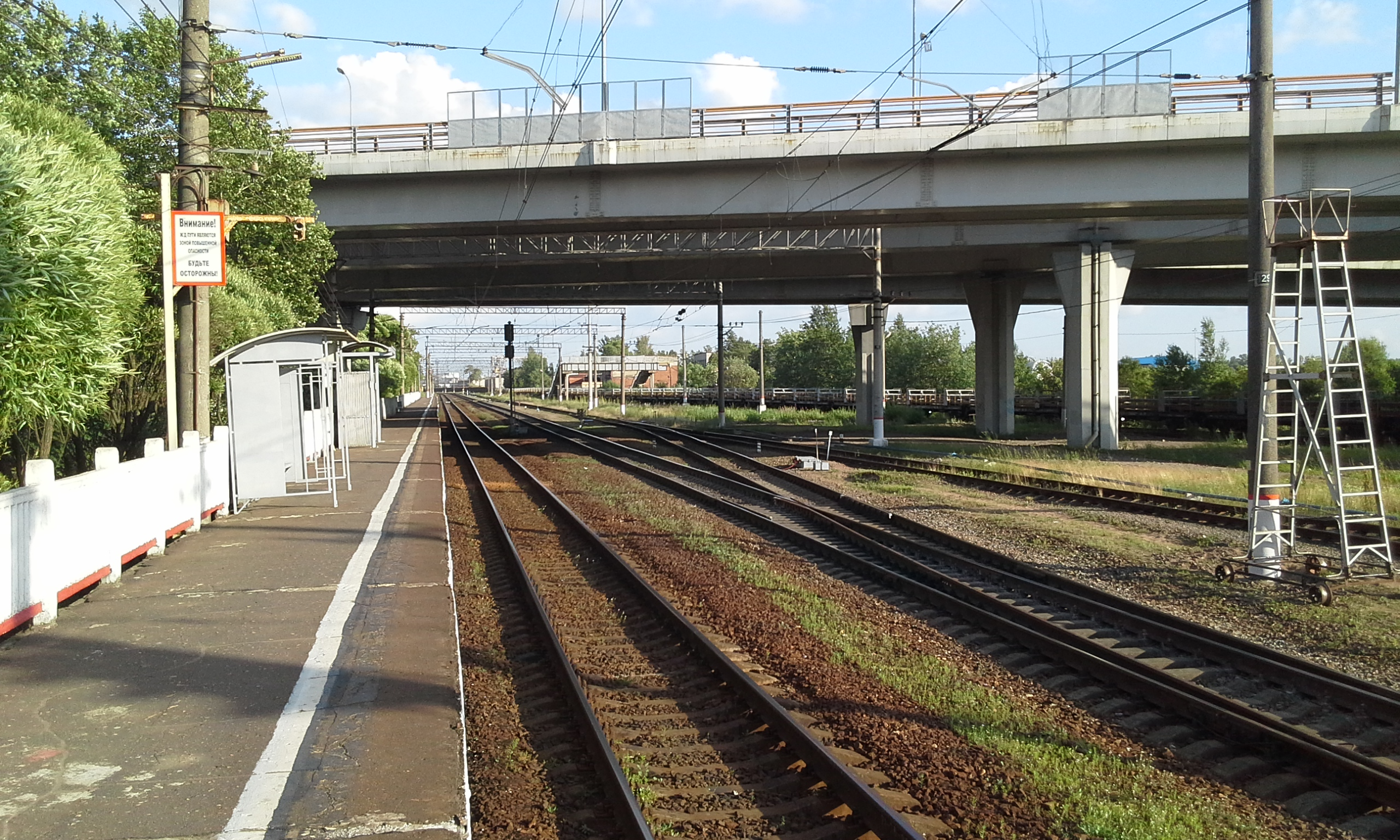
Przystanek kolejowy